# Bicsa Financial Center
Bicsa Financial Center es un rascacielos mixto de 68 pisos ubicado en la Avenida Balboa, Panamá; se levanta frente a la Cinta Costera se destaca por su hermoso color de vidrios.
Esta edificación se concluyó a principios del 2013, es el 4.º edificio más alto de Panamá y de América Latina.

## Datos relevantes
- Altura- 267.0 m
- Condición: Terminada
- Rango: Construido
  - En Panamá: 2015: 4º lugar
  - En América Latina: 2015: 5º lugar tras el más alto que es la Gran Torre de Santiago y el Tower Trump
  - En el mundo: 2015: entre los 200 edificios más altos del mundo

- Propietario: F&F Properties Ltd. Inc. http://www.ffproperties.net/
- Arquitecto: Pinzón Lozano & Asociados
- Ingeniero Estructural: Luis García Dutari www.luisgarciadutari.es.tl